# JUND
JUND (англ. JunD proto-oncogene, AP-1 transcription factor subunit) – білок, який кодується однойменним геном, розташованим у людей на короткому плечі 19-ї хромосоми. Довжина поліпептидного ланцюга білка становить 347 амінокислот, а молекулярна маса — 35 174.
| 10         |  | 20         |  | 30         |  | 40         |  | 50         |
| ---------- |  | ---------- |  | ---------- |  | ---------- |  | ---------- |
| METPFYGDEA |  | LSGLGGGASG |  | SGGSFASPGR |  | LFPGAPPTAA |  | AGSMMKKDAL |
| TLSLSEQVAA |  | ALKPAAAPPP |  | TPLRADGAPS |  | AAPPDGLLAS |  | PDLGLLKLAS |
| PELERLIIQS |  | NGLVTTTPTS |  | SQFLYPKVAA |  | SEEQEFAEGF |  | VKALEDLHKQ |
| NQLGAGAAAA |  | AAAAAAGGPS |  | GTATGSAPPG |  | ELAPAAAAPE |  | APVYANLSSY |
| AGGAGGAGGA |  | ATVAFAAEPV |  | PFPPPPPPGA |  | LGPPRLAALK |  | DEPQTVPDVP |
| SFGESPPLSP |  | IDMDTQERIK |  | AERKRLRNRI |  | AASKCRKRKL |  | ERISRLEEKV |
| KTLKSQNTEL |  | ASTASLLREQ |  | VAQLKQKVLS |  | HVNSGCQLLP |  | QHQVPAY    |

A: Аланін

C: Цистеїн

D: Аспарагінова кислота

E: Глутамінова кислота

F: Фенілаланін

G: Гліцин

H: Гістидин

I: Ізолейцин

K: Лізин

L: Лейцин

M: Метіонін

N: Аспарагін

P: Пролін

Q: Глутамін

R: Аргінін

S: Серин

T: Треонін

V: Валін

Кодований геном білок за функціями належить до активаторів, фосфопротеїнів. 
Задіяний у таких біологічних процесах, як транскрипція, регуляція транскрипції. 
Білок має сайт для зв'язування з ДНК. 
Локалізований у ядрі.